# ماساو كيتاجاوا
ماساو كيتاجاوا (باليابانية: 北川政夫؛ بالكانا: きたがわ まさお) هو عالم نبات ياباني، ولد في 1910، وتوفي في 1995.